# Бранчвілл (Південна Кароліна)
Бранчвілл (англ. Branchville) — місто (англ. town) в США, в окрузі Оранджберг штату Південна Кароліна. Населення — 998 осіб (2020).

## Географія
Бранчвілл розташований за координатами 33°15′6″ пн. ш. 80°48′58″ зх. д. / 33.25167° пн. ш. 80.81611° зх. д. (33.251596, -80.816126).  За даними Бюро перепису населення США в 2010 році місто мало площу 8,14 км², уся площа — суходіл.

## Демографія
Згідно з переписом 2010 року, у місті мешкали 1024 особи в 401 домогосподарстві у складі 273 родин. Густота населення становила 126 осіб/км².  Було 488 помешкань (60/км²).
Расовий склад населення:
| - 51,4 % — білих - 45,7 % — чорних або афроамериканців - 1,1 % — корінних американців - 0,2 % — азіатів |

До двох чи більше рас належало 1,0 %. Частка іспаномовних становила 1,6 % від усіх жителів.
За віковим діапазоном населення розподілялося таким чином: 25,7 % — особи молодші 18 років, 56,5 % — особи у віці 18—64 років, 17,8 % — особи у віці 65 років та старші. Медіана віку мешканця становила 38,7 року. На 100 осіб жіночої статі у місті припадало 87,2 чоловіків;  на 100 жінок у віці від 18 років та старших — 81,6 чоловіків також старших 18 років.
Середній дохід на одне домашнє господарство  становив 46 363 долари США (медіана — 42 407), а середній дохід на одну сім'ю — 52 519 доларів (медіана — 45 417). Медіана доходів становила 40 096 доларів для чоловіків та 27 708 доларів для жінок. За межею бідності перебувало 23,1 % осіб, у тому числі 32,5 % дітей у віці до 18 років та 9,0 % осіб у віці 65 років та старших.
Цивільне працевлаштоване населення становило 495 осіб. Основні галузі зайнятості: освіта, охорона здоров'я та соціальна допомога — 16,0 %, будівництво — 15,2 %, виробництво — 10,5 %, транспорт — 9,9 %.